# Фром, Йоханнес
Йоханнес Йеремиас Фром (фин. Johannes Jeremias From; 16 августа 1896, Йямся — 14 апреля 1964, Лохья), он же Руммин-Юсси, он же Йоханнес Хейно — финский служащий военной полиции Шюцкора, участник гражданской войны 1918 на белой стороне. Участник белого террора, выполнял функции палача в белых войсках. Осуждён за военные преступления, но быстро амнистирован.

## Случайность политического выбора
Родился в семье сапожника, женившегося на дочери фермера. Калле Фром, отец Йоханнеса, в последние годы занимался извозом для бумажной фабрики. После смерти отца от алкогольного отравления Йоханнес некоторое время жил за счёт благотворительных аукционов. Отличался алкозависимостью, склонностью к правонарушениям и бытовому насилию.
В 20-летнем возрасте контактировал с социалистами, посещал Народный дом Ямся. Однако с начала гражданской войны Йоханнес Фром присоединился к белым и вступил в Охранный корпус.

Точно так же он мог стать и красным. С какой стороны ему оказаться, решилось случайным совпадением.

## Палаческая служба
Из-за случайной болезни Фром не был отправлен на фронт и остался в Ямся на военно-полицейской службе. Военной полицией Шюцкора командовал в Ямся Вейкко Сиппола. Йоханнес Фром, наряду с Яльмари Саари, выполнял при Сипполе обязанности помощника и палача. Получил прозвище Руммин-Юсси. Отличался замкнутостью и некой «загадочностью».
Сиппола, Фром и Саари организовали в городе и окрестностях волну белого террора. Десятки подозреваемых в связях с красными были подвергнуты арестам, пыткам и казням. Бессудные расстрелы проводились в усадьбе Саари и в местной церкви. Фром принимал в них личное участие. Иногда его жертвами становились не политические противники, а люди, с которыми у него были бытовые конфликты до гражданской войны. Количество казнённых в Ямся определяется в 60-70 человек
Весной 1918 Йоханнес Фром вместе с белыми войсками находился в Тампере, Сейняйоки, Кокколе. Всюду выполнял те же палаческие функции.

## Суд и амнистия
В финляндской гражданской войне победу одержали белые. Несмотря на это, в 1921 Йоханнес Фром и Яльмари Саари (ранее — Вейкко Сиппола) были арестованы и предстали перед военным судом за бессудные убийства и применение пыток. Все трое были приговорены к пожизненному заключению. Однако вскоре они были амнистированы на основании указа Пера Свинхувуда, изданного в декабре 1918.
После освобождения Йоханнес Фром вёл полукочевую жизнь, часто перемещаясь по стране и меняя имена. Это было связано с его широкой известностью как палача и большим количеством соотечественников, стремившихся отомстить.
Тем не менее, Фром женился на фермерской вдове, обзавёлся семьёй, имел восьмерых детей. В политической активности не замечался. Умер в возрасте 67 лет под именем Йоханнес Хейно.

## Память в современности
Прозвище Руммин-Юсси длительное время оставалось в Финляндии нарицательным, символизирующим жестокость и преступление. По некоторым отзывам, им пугали детей.
Прообразом Статуи Свободы в Тампере, символизирующей победу финских белых, был Элиас Симойоки, однако левые активисты называют монумент «Руммин-Юсси».